# Dajana Butulija
Dajana Butulija (en alphabet cyrillique serbe : Дајана Бутулија; en alphabet latin serbe : Dajana Butulija), née le 23 février 1986 à Kikinda (Yougoslavie, actuelle Serbie), est une joueuse de basket-ball serbe.

## Biographie
Elle remporte les championnats d'Europe de basket-ball féminin 2015 et 2021 et la médaille de bronze aux Jeux olympiques d'été de 2016.

## Palmarès

### Sélection nationale
- Médaille d'or au Championnat d'Europe 2015
- Médaille de bronze aux Jeux olympiques de 2016
- Médaille de bronze au Championnat d'Europe 2019
- Médaille d'or au Championnat d'Europe 2021